# Allium desertorum
Espèce
Classification APG III (2009)
Statut de conservation UICN

 LC  : Préoccupation mineure
Allium desertorum est une espèce d'oignon que l'on trouve en Israël, Jordanie, Palestine et Égypte  (y compris le Sinaï). C'est une petite plante vivace bulbeuse ; les fleurs sont blanches avec des nervures médianes violettes le long des sépales,,,,.